# الأمية في قطر
بذلت دولة قطر جهوداً كبيرة في سبيل محو الأمية في البلاد، فقد استطاعت أن تخفض النسبة العامة للأمية بشكل ملحوظ من 23,3% عام 1986 إلى 13,6% في عام 2002. انخفضت نسبة الأمية لدى الذكور إلى 8,6%، بينما هي بين الإناث حوالي 18,4%، مشيراً إلى أن نسبة الأمية كانت قد وصلت عام 1993 إلى 17,3%.